# Melex

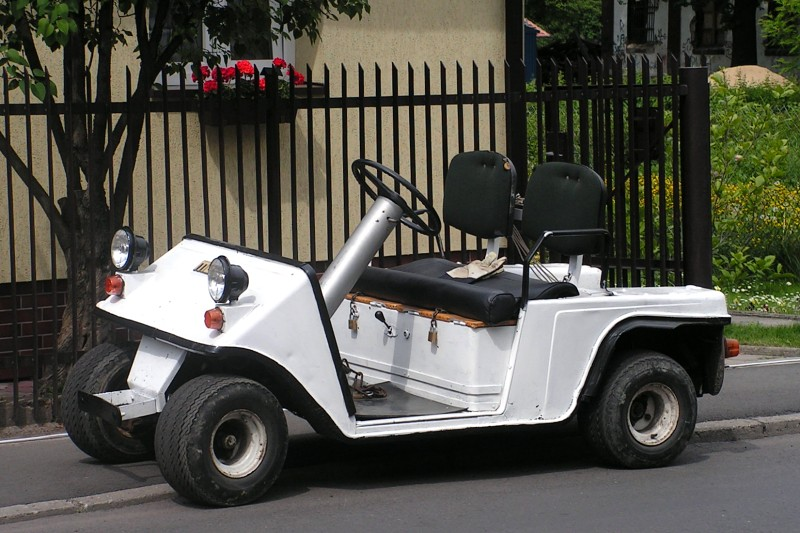
Melex (2006)

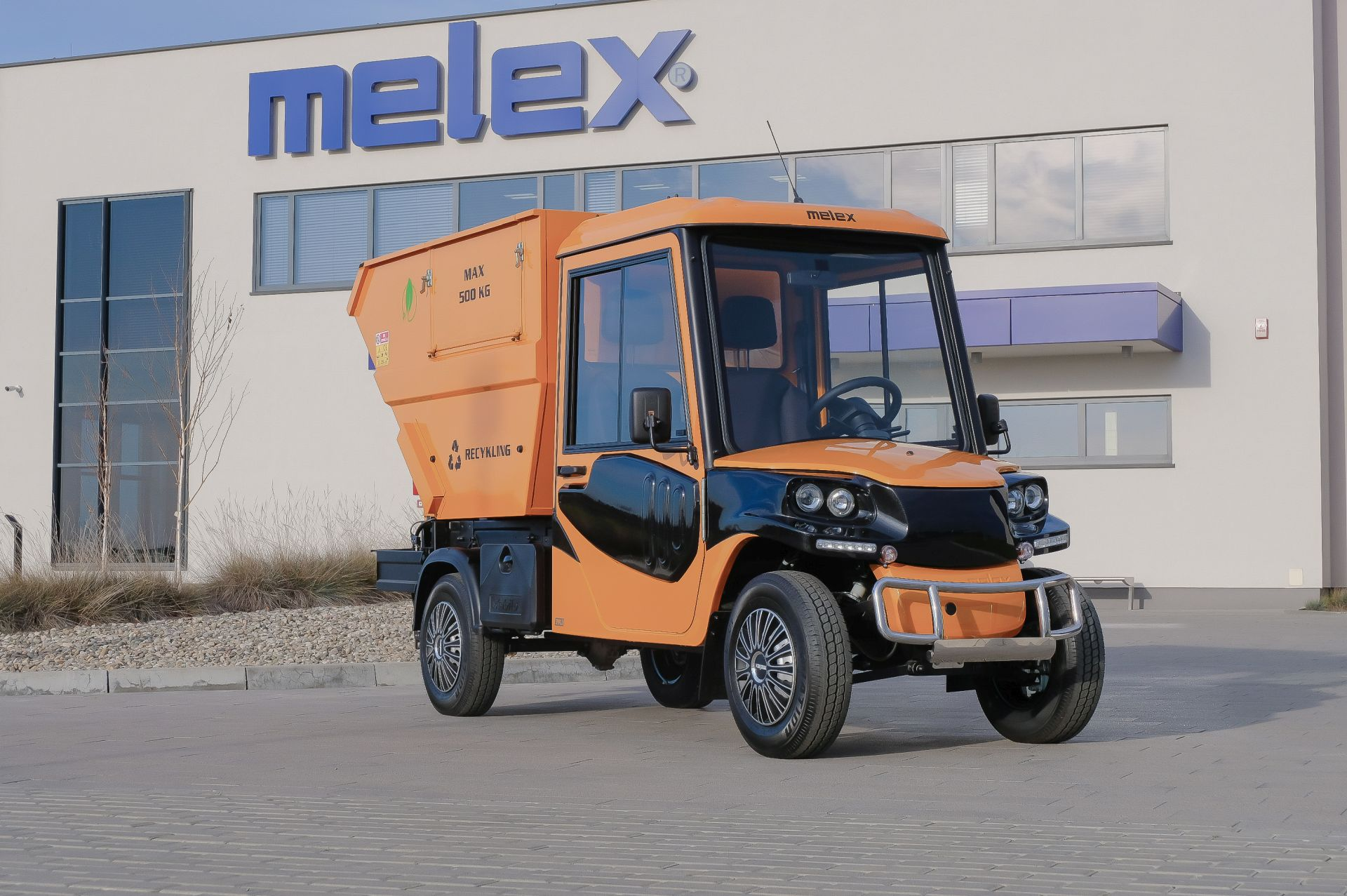
Melex z kontenerem (2020)

Melex – polski producent elektrycznych mikrosamochodów z siedzibą w Mielcu działający od 1971 roku.

## Historia

### Początki
Pojazdy elektryczne były produkowane przez Wytwórnię Sprzętu Komunikacyjnego „PZL-Mielec” od 1971 roku w nowo utworzonym wydziale fabryki samolotów w Mielcu. Ich produkcję rozpoczęto z przeznaczeniem na eksport na rynek amerykański. Początkowo produkowano je w wersji trójkołowych wózków golfowych, do 1973 roku rozszerzono gamę wyrobów o czterokołowe wózki pasażerskie, bagażowe i golfowe. Za projekt wzornictwa rodziny pojazdów odpowiedzialny był Janusz Zygadlewicz. 
Najpopularniejszym wariantem w Polsce stał się dwuosobowy pojazd towarowy z odkrytym nadwoziem. W wariancie Melex WGE-3 mógł przewozić 150 kg ładunku. Stopniowo pojawiały się także warianty z zakrytą kabiną. Do 1977 wyprodukowano ponad 46 tysięcy meleksów, z których znaczna część była eksportowana; produkcja roczna sięgała około 10 000 sztuk.

### Podział
W 1993, w wyniku podziału i prywatyzacji WSK PZL-Mielec, Melex zaczął funkcjonować jako osobne przedsiębiorstwo. 1 września 2004 roku przedsiębiorstwo to zostało kupione przez Andrzeja i Dorotę Tyszkiewiczów i zaczęło funkcjonować jako spółka jawna Melex A&D Tyszkiewicz. W 2021 przedsiębiorstwo zostało przejęte przez duńską spółkę zajmującą się  produkcją pojazdów golfowych - Garia A/S. W 2022 spółka Garia A/S, a z nią i Melex, zostały kupione przez amerykańskie przedsiębiorstwo Club Car. 

### Popularność
Współcześnie pojazdy o tej nazwie są produkowane w kilkunastu odmianach o różnym przeznaczeniu, w trzech kategoriach: pojazdy pasażerskie, bagażowe i specjalne. Używa się ich, między innymi, na polach golfowych, starówkach dużych miast, lotniskach, dworcach, cmentarzach, w fabrykach, centrach logistycznych, parkach, ogrodach zoologicznych i innych terenach zamkniętych.
Pojazdy z Mielca są bardzo popularne w swojej klasie – tak bardzo, że wózki elektryczne innych firm często nazywane są meleksami. Melex jest zastrzeżonym znakiem towarowym. W dwóch wersjach graficznych został zastrzeżony przez Wytwórnię Sprzętu Komunikacyjnego „PZL-Mielec”, a w jednej przez spółkę „Melex A&D Tyszkiewicz”. Ponadto spółka ta zastrzegła „meleks” jako znak słowny.

## Współczesne wersje
- Bagażowa
- Pasażerska
- Specjalna
- Homologowana
- 4xx